# Campeonato Europeu de Patinação Artística no Gelo de 1910
O Campeonato Europeu de Patinação Artística no Gelo de 1910 foi a décima sexta edição do Campeonato Europeu de Patinação Artística no Gelo, um evento anual de patinação artística no gelo organizado pela União Internacional de Patinação (em inglês:  International Skating Union) onde os patinadores artísticos competem pelo título de campeão europeu. A competição foi disputada entre os dias 10 de fevereiro e 11 de fevereiro, na cidade de Berlim, Alemanha.

## Eventos
- Individual masculino

## Medalhistas
| Evento                        | Ouro                    | Prata                        | Bronze              |
| Individual masculino detalhes | Ulrich Salchow · Suécia | Werner Rittberger · Alemanha | Per Thorén · Suécia |

## Resultados

### Individual masculino
| Pos.              | Nome              | Nacionalidade |
| ----------------- | ----------------- | ------------- |
| Medalha de ouro   | Ulrich Salchow    | Suécia        |
| Medalha de prata  | Werner Rittberger | Alemanha      |
| Medalha de bronze | Per Thorén        | Suécia        |
| 4                 | Keiller Greig     | Reino Unido   |
| 5                 | Martin Stixrud    | Noruega       |

## Quadro de medalhas
| Ordem | País     | Medalha de ouro | Medalha de prata | Medalha de bronze |   | Ordem por total |
| ----- | -------- | --------------- | ---------------- | ----------------- | - | --------------- |
| 1     | Suécia   | 1               |                  | 1                 | 2 | 1               |
| 2     | Alemanha |                 | 1                |                   | 1 | 2               |
| TOTAL | TOTAL    | 1               | 1                | 1                 | 3 | —               |